# Zausopsis mirabilis
Zausopsis mirabilis är en kräftdjursart som beskrevs av Lang 1935. Zausopsis mirabilis ingår i släktet Zausopsis och familjen Harpacticidae. Inga underarter finns listade i Catalogue of Life.